# Paul Ayshford Methuen
Paul Ayshford Methuen, 4e baron Methuen, est un zoologiste et un peintre britannique, né le 29 septembre 1886 à Corsham Court dans le Wiltshire et mort le 7 janvier 1974.

## Biographie
Il obtient un diplôme d'histoire naturelle à Oxford en 1910. Il étudie le dessin également à Oxford.
Jusqu'en 1912, il est assistant au Muséum du Transvaal en Afrique du Sud. Il sert, durant la Première Guerre mondiale dans un régiment de la garde écossaise.
Il se marie en 1915 avec Eleanor "Nora" Hennessy (décédée en 1958), fille du peintre William John Hennessy.
Sa première exposition a lieu en 1928. Il hérite du titre de baron de Methuen en 1932. De 1938 à 1945, il est administrateur de la National Gallery et de la Tate Gallery.
Il sert à nouveau dans la garde écossaise durant la Seconde Guerre mondiale.